# Alexander Schmorell
Alexander Schmorell (16 de setembro de 1917 - 13 de julho de 1943) foi um dos membros do grupo da resistência alemã contra o nazismo denominado Rosa Branca (Weiße Rose)

## Primeiros anos
Schmorell nasceu em Oremburgo (Rússia), na família de um médico nascido e radicado na Rússia e da filha de um padre ortodoxo russo. Depois da morte da sua mãe e de seu pai casar com outra mulher, de origem alemão, mas também radicada na Rússia, em 1921, a família abandonou o país fugindo dos bolcheviques e da guerra civil russa. Schmorell cresceu na Alemanha falando perfeitamente alemão e russo. 

## Serviço militar
Depois de terminar o ensino secundário e aprovar o Abitur, foi chamado ao Reichsarbeitsdienst, um serviço organizado pelos nazis com o fim de reduzir o desemprego e que fazia funções de apoio ao exército alemão. Depois de um período nesse serviço, foi chamado à Wehrmacht, fazendo parte da ofensiva na anexão da Áustria e para a invasão nazi da Checoslováquia. 

## A Rosa Branca e a Frente Russa
Em 1939, depois do serviço militar, começou a realizar estudos de medicina em Hamburgo, e no outono de 1940 conheceu Hans Scholl e Willi Graf, que estudavam também medicina na Universidade Ludwig Maximilian de Munique e que organizariam, desde 1942, um grupo de resistência estudantil ao nazismo, a Rosa Branca. Porém, em junho de 1942, foi novamente mobilizado como médico de guerra na campanha russa, na frente oriental. Naquela mobilização também foram envolvidos Hans Scholl, Willi Graf e Jürgen Wittenstein, que secretamente se opunham ao tratamento que os nazis davam aos solidados e civis inimigos durante aquelas campanhas militares. Depois de regressar da Rússia, todos continuaram os seus estudos em Munique. Lá, a criação de um grupo de oposição ao nazismo tomou a forma definitiva da Rossa Branca, e Schmorell, junto com Scholl, escreverá os quatro primeiros panfletos lançados pelo grupo. Em dezembro daquele ano, contatarão com o professor Kurt Huber, com quem escreverão, já em 1943, o panfleto "Aufruf an alle Deutschen!" (Chamado a todos os alemães), que foi amplamente distribuído pelas cidades austríacas. Inclusive, realizou grafites como "Nieder mit Hitler" (Abaixo com Hitler) e "Freiheit" (Liberdade) nos muros de Munique. 

## Arresto e execução

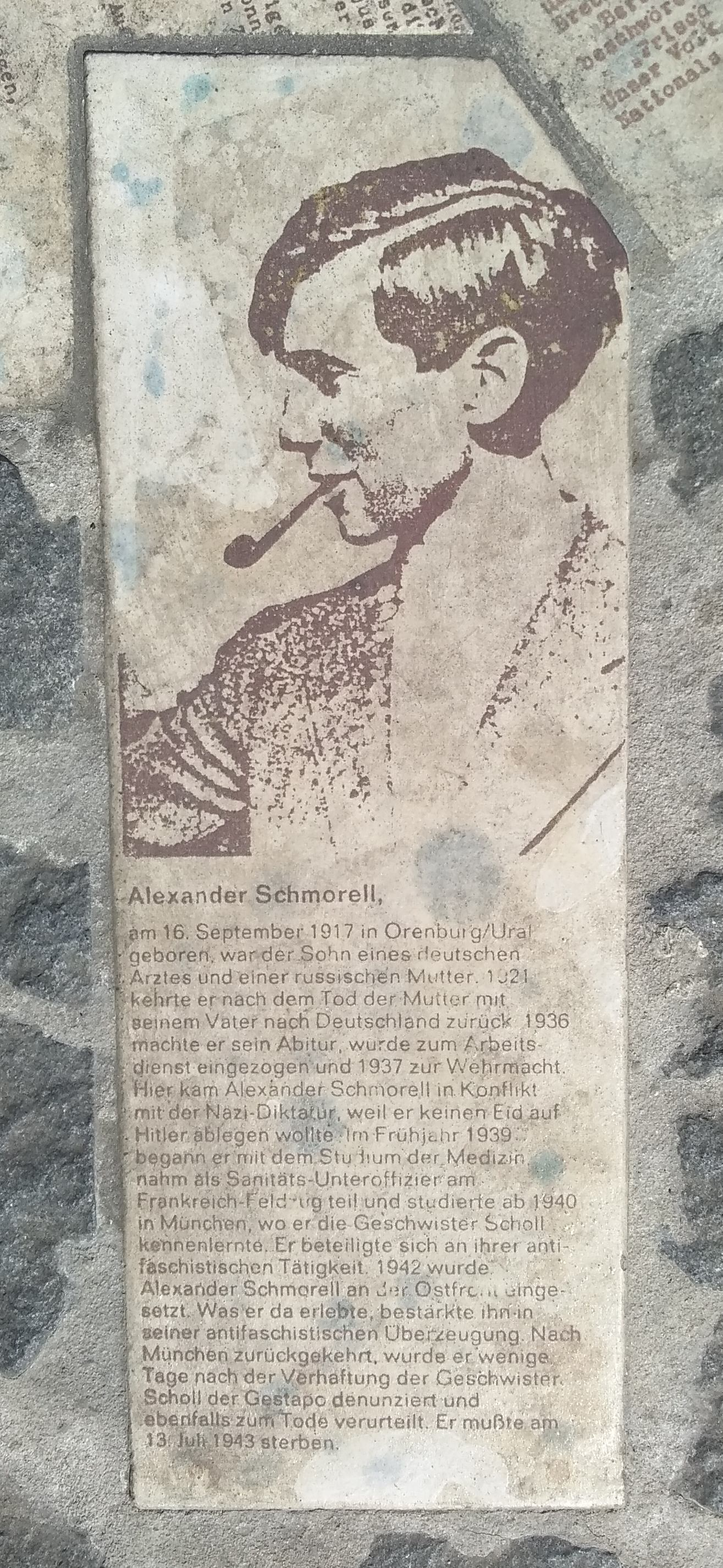
Parte do monumento na calçada perto da Universidade de Munique, representando o membro da Rosa Branca Alexander Schmorell.

Sem embargo, o arresto de Hans Scholl, Sophie Scholl e Christoph Probst pela Gestapo em fevereiro de 1943, pus Schmorell imediatamente em perigo, o que o obrigou a fugir do país cara à Suíça. Porém, foi intercepto e arrestado em 24 daquele mes. 
Alexander Schmorell foi então submetido a um julgamento conduzido pelo Juiz Supremo do Volksgerichtshof (Tribunal Popular nazi), Roland Freisler. Aquele foi o segundo processo contra a Rosa Branca depois das execuções dos irmãos Scholl e de Probst. Em 13 de julho, Schmorell e Huber foram decapitados da Prisão Stadelheim em Munique.

## Canonização
Embora a Rosa Branca não fosse um grupo religioso, é inegável que a fé em Deus que esses jovens tinham foi um dos principais motivos pelos quais eles agiram com bravura.  Alexander Schmorell era o único do grupo que era católico ortodoxo, mas a fé que todos demonstraram para agir da maneira como agiram é exemplar.  Embora a conexão de Alexandre com a Ortodoxia tenha, em vários livros, sido interpretada como apenas uma maneira de ele ficar mais conectado com sua herança russa, ou um fascínio pelo ritual em vez da fé real, ele comparecia aos serviços ortodoxos regularmente e sua amiga Lilo Ramdohr disse que ele era alguém que sempre tinha uma Bíblia consigo e demonstrou um amor ao longo da vida pela Ortodoxia.  Em suas cartas da prisão para sua família, ele escreve sobre o aprofundamento de sua fé, que embora esteja condenado à morte, ele está em paz, sabendo que serviu a verdade.  Em sua última carta, escrita pouco antes de sua execução, ele escreveu para sua família: "Nunca se esqueça de Deus !!"
Alexander Schmorell foi canonizado pela Igreja Católica Ortodoxa Russa no Exterior (ROCOR) em 2012.
"Ele teria rido muito se soubesse. Ele não era santo, era apenas uma pessoa normal", disse Liselotte Furst-Ramdohr, membro do grupo Rosa Branca e amiga de Alexander.